# 37e brigade d'infanterie (États-Unis)
Pour les articles homonymes, voir 37e brigade.
La 37e brigade d'infanterie des États-Unis est une brigade de l'armée américaine créée en 1917. Elle hérite aujourd'hui des traditions de la 37e division d'infanterie.

## Composition
Composition actuelle :
- Quartier-général et compagnie de quartier général, Columbus
- 837e bataillon du génie de brigade, Springfield
- 2e escadron, 107e régiment de cavalerie (en), Hamilton
- 1er bataillon, 118e régiment d'infanterie, Mullins (Caroline du Sud)
- 1er bataillon, 125e régiment d'infanterie, Saginaw (Michigan)
- 1er bataillon, 148e régiment d'infanterie, Walbridge
- 1er bataillon, 134e régiment d'artillerie de campagne, Delaware
- 237e bataillon de soutien de brigade, Cleveland
- 1er bataillon, 145e régiment blindé (en) (rattaché à la brigade), Stow